# Lamela (Bóveda)
Lamela es una localidad del municipio de Bóveda, en la provincia de Lugo, España. Pertenece a la parroquia de Martín y se encuentra muy cerca del límite con el municipio de O Saviñao.
Se encuentra a 405 metros de altitud, a los pies de la sierra de Lamela, junto al riego de Viñás. En 2022 tenía una población de 6 habitantes, 3 hombres y 3 mujeres.
Entre su patrimonio destaca la Casa Grande de Lamela, una casa señorial del siglo XV.